# Cochrane (Alberta)
Cochrane ist eine Gemeinde in der Provinz Alberta in Kanada, die seit 1971 den Status einer Stadt (englisch Town) hat. Sie liegt 18 Kilometer westlich von Calgary. Am südlichen Stadtrand fließt der Bow River.

## Demographie
Cochrane hat 25.853 Einwohner und ist zurzeit eine der am schnellsten wachsenden Gemeinden Kanadas. Die Bevölkerung hat im Vergleich zum letzten Zensus im Jahr 2011 um 47,1 % zugenommen, während die Bevölkerung in der Provinz Alberta durchschnittlich um 11,6 % bzw. in British Columbia um 5,6 % anwuchs. Schon im Zensuszeitraum 2006 bis 2011 hatte der Einwohnerzuwachs mit 27,08 % weit über dem Provinzdurchschnitt von 10,8 % gelegen. Im Jahr 1991 hatte die Gemeinde noch 5.267 Einwohner.
Das Medianalter der Bevölkerung lag 2016 bei 36,9 Jahren und das Durchschnittsalter bei 37,1 Jahren.

## Verkehr
Cochrane wird durch zwei Highways erschlossen. In Ost-West-Richtung durchquert der Alberta Highway 1A die Stadt, während sie in Nord-Süd-Richtung vom Alberta Highway 22 (auch Cowboy Trail genannt) passiert wird. Weiterhin wird die Kleinstadt auch von einer Eisenbahnstrecke der Canadian Pacific Railway durchquert.

## Persönlichkeiten
- Rob Cote, Football-Spieler
- George Fox, Musiker
- Ethan Gage, Fußballspieler
- Mason Raymond, Eishockeyspieler
- Justin Dowling, Eishockeyspieler